# Edema macular
L'edema macular es produeix quan els dipòsits de líquids i proteïnes s'acumulen en o sota de la màcula de l'ull (una àrea central groga de la retina) i fa que s'engrossi i s'infle (edema). La inflor pot distorsionar la visió central d'una persona, perquè la màcula conté cons molt compactes que proporcionen una visió nítida, clara i central per permetre a una persona veure els detalls, la forma i el color. que es troba directament al centre del camp de visió.

## Causa
Les causes de l'edema macular són nombroses i diferents causes poden estar interrelacionades.
- S'associa habitualment amb la diabetis. La diabetis de tipus 2 de llarga evolució o no controlada pot afectar els vasos sanguinis perifèrics, inclosos els de la retina, que poden filtrar líquids, sang i, ocasionalment, greixos a la retina fent que s'infli.[1]
- La degeneració macular associada a l'edat pot causar edema macular. A mesura que les persones envelleixen, pot haver-hi un deteriorament natural de la màcula que pot conduir al dipòsit de druses sota la retina i, de vegades, amb la formació de vasos sanguinis anormals.[2]
- La substitució del cristal·lí com a tractament per a la cataracta pot causar edema macular pseudofàquic ("pseudofàquia" significa "cristal·lí substituït"), també coneguda com a síndrome d'Irvine-Gass. La cirurgia de cataractes de vegades irrita la retina (i altres parts de l'ull) fent que els capil·lars de la retina es dilatin i filtrin líquid a la retina; irritació menys comuna avui dia amb les tècniques modernes de substitució del cristal·lí.[3]
- La uveïtis crònica i la uveïtis intermèdia poden ser una causa.[4]

## Tractament
L'edema macular de vegades es produeix durant uns quants dies o setmanes (de vegades fins i tot molt més) després de la cirurgia de cataractes, però la majoria d'aquests casos es poden tractar amb èxit amb AINE o gotes per als ulls de glucocorticoides. S'ha informat que l'ús profilàctic d'AINE redueix el risc d'edema macular fins a cert punt. L'ús més freqüent de glucocorticoides tòpics proporciona beneficis en casos difícils de tractar.
L'edema macular diabètic es pot tractar amb fotocoagulació, reduint la possibilitat de pèrdua de visió.
El 2010, l'FDA dels EUA va aprovar l'ús d'injeccions intravítries de Lucentis per a l'edema macular.